# Florence Viguier
Pour les articles homonymes, voir Viguier.
 (avril 2024).
La mise en forme du texte ne suit pas les recommandations de Wikipédia : il faut le « wikifier ».
Les points d'amélioration suivants sont les cas les plus fréquents :
- Les titres sont pré-formatés par le logiciel. Ils ne sont ni en capitales, ni en gras.
- Le texte ne doit pas être écrit en capitales (les noms de famille non plus), ni en gras, ni en italique, ni en « petit »…
- Le gras n'est utilisé que pour surligner le titre de l'article dans l'introduction, une seule fois.
- L'italique est rarement utilisé : mots en langue étrangère, titres d'œuvres, noms de bateaux, etc.
- Les citations ne sont pas en italique mais en corps de texte normal. Elles sont entourées par des guillemets français : « et ».
- Les listes à puces sont à éviter, des paragraphes rédigés étant largement préférés. Les tableaux sont à réserver à la présentation de données structurées (résultats, etc.).
- Les appels de note de bas de page (petits chiffres en exposant, introduits par l'outil «  Source ») sont à placer entre la fin de phrase et le point final[comme ça].
- Les liens internes (vers d'autres articles de Wikipédia) sont à choisir avec parcimonie. Créez des liens vers des articles approfondissant le sujet. Les termes génériques sans rapport avec le sujet sont à éviter, ainsi que les répétitions de liens vers un même terme.
- Les liens externes sont à placer uniquement dans une section « Liens externes », à la fin de l'article. Ces liens sont à choisir avec parcimonie suivant les règles définies. Si un lien sert de source à l'article, son insertion dans le texte est à faire par les notes de bas de page.
- La présentation des références doit suivre les conventions bibliographiques. Il est recommandé d'utiliser les modèles {{Ouvrage}}, {{Chapitre}}, {{Article}}, {{Lien web}} et/ou {{Bibliographie}}. Le mode d'édition visuel peut mettre en forme automatiquement les références.
- Insérer une infobox (cadre d'informations à droite) n'est pas obligatoire pour parachever la mise en page.

Pour une aide détaillée, merci de consulter Aide:Wikification.
Si vous pensez que ces points ont été résolus, vous pouvez retirer ce bandeau et améliorer la mise en forme d'un autre article.
Florence Viguier, dite FL, née le 30 aout 1978 à Sarrebourg, est une artiste peintre française qui vit à Paris depuis cinq ans. Enseignante en histoire dans le 17ᵉ arrondissement, elle est aussi mère de trois enfants. Elle connait le succès en 2016 lors d’une exposition aux Invalides en faveur des blessés de guerre puis expose à Artcurial en 2017 ou elle dédicace sa première monographie « BLEU ». Reconnue pour son bleu, elle enchaine les expositions au Sénat, au Musée de Port Royal, au Gand Palais et les collectionneurs comme Vincent Bolloré et Laurent Dassaut.

## Biographie

### Enfance et débuts
Florence Viguier est une autodidacte en peinture. Sa trajectoire artistique est influencée par son milieu familial imprégné de l'esprit militaire, avec un père et un mari engagés dans ce domaine, ainsi que par son attrait pour des mouvements artistiques majeurs tels que le cubisme. Ses premières explorations artistiques, des collages réalisés dans les années 1996-1997, révèlent déjà l'apparition de motifs de croix, initialement dépourvus de toute connotation religieuse. Toutefois, au fil de son évolution artistique, la croix acquiert une signification symbolique plus profonde, représentant désormais la croix de Dieu. Par ailleurs, Florence Viguier évoque l'impact significatif d'un vitrail de la basilique Sainte-Marie Majeure à Rome, illustrant la Vierge, sur son choix de palette chromatique, en particulier l'utilisation du bleu outremer. Cette teinte, emblème du bleu marial et de l'immensité de la création, s'inscrit dans sa démarche artistique comme une représentation visuelle de son engagement spirituel et de son exploration de la transcendance à travers la peinture.

### Inspiration
Florence Viguier puise son inspiration et sa motivation à peindre dans sa foi catholique. Ses convictions religieuses se reflètent dans ses œuvres, souvent ornées de symboles tels que des croix. Elle considère la peinture comme un moyen d'exprimer sa foi et sa gratitude, la voyant comme une manière de témoigner de ses croyances et de rendre hommage à Dieu.

### Message artistique
Dans ses œuvres et en public, Florence Viguier défend un dialogue interreligieux assumé. Elle explique vouloir ouvrir la porte au dialogue et dénonce les violences ou discriminations religieuses. Cette volonté de mettre en valeur plusieurs religions est flagrant dans sa série Jérusalem où elle peint les trois principales religions monothéistes.

## Séries

### Bleu-Béatitudes
En 2016, après une rencontre marquante et un voyage à Rome, Florence Viguier ressentit un besoin irrépressible de peindre en utilisant la couleur bleue, en hommage au bleu marial. Pour elle, le bleu représente bien plus qu'une simple teinte : c'est une couleur puissante, aux nuances fascinantes, symbolisant la diversité du monde, la création, le ciel et les océans.
Dans sa palette artistique, le bleu occupe une place de choix. C'est une couleur chargée de significations profondes, notamment associée à la Vierge Marie, figure emblématique qui a accepté la volonté divine. Ainsi, pour Florence, peindre en bleu revient à exprimer sa foi et son engagement envers le Christ et Dieu.
Pour elle, le bleu évoque également la béatitude, cette joie intérieure profonde ressentie dans la contemplation et dans la quête de vérité. Cette couleur apaisante procure un sentiment de plénitude et de satisfaction.
Le choix de la couleur bleue est aussi lié à une certaine sagesse et à un sentiment de tranquillité. Florence voit en Marie une figure sage et apaisée, portant un voile bleu qui symbolise la lumière, la sagesse et le dévouement.
En juin 2017, Florence a présenté pour la première fois ses œuvres dominées par le bleu lors d'une exposition chez Artcurial. Depuis lors, sa palette de bleus s'est enrichie et parfois agrémentée de la Croix d'or du Christ, apportant ainsi une dimension supplémentaire à ses œuvres où le bleu, illuminé par l'or, rassemble Marie et son fils dans une harmonie spirituelle.

### À la croisée des chemins
La série intitulée "A la croisée des chemins" se distingue par la présence d'une succession de croix formant un entrelacement de couleurs d'une grande densité.
Cette série est réalisée à l'aide d'un couteau, permettant ainsi l'application de couches successives qui confèrent à l'œuvre une texture intéressante et un relief prononcé.
Plus colorée, cette série est pour Florence Viguier un renouveau dans ses choix artistiques, transmettant une énergie joyeuse tout en mettant en avant son symbole fard : la croix.

### Jérusalem
Cette série artistique trouve son origine dans le désir profond de Florence Viguier d'associer et de magnifier les trois grandes religions monothéistes à travers ses œuvres.
Elle choisit ainsi de représenter sur la toile les symboles emblématiques des trois religions monothéistes majeures : le judaïsme, l'islam et le christianisme au travers du Mur des Lamentations, du Dôme du Rocher et de la Croix du Christ.
Le fond des tableaux varie en fonction des événements et des émotions vécues dans cette ville trois fois sainte, ainsi que des intentions artistiques de Florence. Ses représentations de Jérusalem sont souvent teintées de bleu, symbolisant l'éternité de la ville aux yeux de l'Éternel. Parfois, elles revêtent des nuances de rouge, évoquant les périodes de conflit et de souffrance. D'autres fois, elles se parent de noir pour mettre en valeur la beauté et la grâce de la ville, malgré les défis qu'elle affronte.

### Chemin de Croix
Florence Viguier partage son inspiration derrière sa série de tableaux intitulée "Chemin de Croix", en établissant un parallèle entre le chemin de croix spirituel que nous traversons et celui qu'elle dépeint sur ses toiles. Cette série se caractérise par l'utilisation de lignes formant des croix, avec la Croix du Christ dominante en haut à droite, entourée de lignes qui évoquent des chemins conduisant à la Grande Croix.
Ces tableaux, réalisés avec des pigments, des feuilles d'or et des médiums, explorent une palette de couleurs variées, allant du bleu au rouge, en passant par le noir, le vert et le jaune. Florence trouve une source d'inspiration dans la liturgie des couleurs de la semaine Sainte, notamment durant le confinement, qui lui offre une bénédiction et l'opportunité de créer.

### Ézéchiel
Cette série artistique est entièrement réalisée en or, en référence au prophète Ézéchiel, qui annonce la transformation des "cœurs de pierre en cœur de chair".
Chaque œuvre de cette série est conçue avec une toile peinte aux pigments dorés, sur laquelle se dresse une croix majestueuse, façonnée à partir de feuilles d'or 24 carats.
Selon l'artiste, cette création artistique agit comme un rayon de lumière au sein de nos foyers, évoquant la prophétie d'Ézéchiel qui illumine le chemin des Hommes.
L'œuvre intitulée "Ézéchiel" a été présentée chez Drouot en 2019, où elle a rencontré un succès notable et a contribué à l'élargissement de la reconnaissance de Florence Viguier en tant qu'artiste.
Également exposée au Grand Palais en 2019 dans le cadre d'Art Capital, cette œuvre a suscité l'interrogation et l'intérêt des visiteurs, offrant à l'artiste l'opportunité d'aborder les thèmes des prophètes bibliques et de la spiritualité, perpétuant ainsi son désir de partager sa foi à travers son art.

### Notre-Dame
La série artistique intitulée "Notre-Dame" évoque l'incendie de la cathédrale Notre-Dame de Paris. Inspirée par cet événement poignant et par la foi qui a ému les citoyens, Florence Viguier décide de représenter cette imposante structure.
Initialement, elle choisit de la représenter en rouge, symbolisant le feu dévastateur qui a consumé une partie de l'édifice. Puis, dans une perspective de rédemption, elle opte pour le bleu, évoquant le miracle de la résilience et de la reconstruction. Ainsi naît l'œuvre intitulée "Notre-Dame, le feu, le fer et la foi".
Dans cette représentation, la cathédrale est dessinée avec des lignes dorées fines et épurées, tandis que ses vitraux sont enrichis de feuilles d'or. Au sommet, une croix en or, symbole de réconfort et d'espoir, rappelle aux spectateurs qu'ils ne sont pas seuls dans l'adversité.
La cathédrale Notre-Dame devient ainsi le symbole de l'unité et de l'histoire collective de la nation. Cette œuvre invite à la contemplation, offrant aux spectateurs une réflexion sur la résilience humaine et la grâce divine qui a préservé cet emblème historique.

### Croix de Joie
La série artistique intitulée "Croix de Joie" exprime la profondeur et la vivacité de la foi, considérée comme une source de joie intense. Pour Florence Viguier, croire est synonyme d'une explosion de couleurs, d'un feu d'artifice spirituel illuminant l'âme.
L'objectif de cette série est de mettre en avant la croix, symbole central de la foi chrétienne, en la faisant émerger au sein de couleurs éclatantes. Ainsi, chaque tableau de la série cherche à capturer la profondeur de la foi et l’excitation qui en découle.

## Expositions et réalisations

### Expositions
- 2014-2016 - Hôtel des Invalides, Paris
- 2017 - Saint-Jean-Hulst, Versailles
- 2017 - Librairie d’Artcurial, Paris
- 2018 - Château de Buc, Buc
- 2018 - Hôtel des Invalides, Paris
- 2018 - « Souvenirs Français », Paris
- 2018 - Couvent des Dominicains, Paris
- 2019 - « Manufacture du béton », Paris
- 2019 - Galerie du fil rouge, Paris
- 2019 - Grand Palais, Art Capital, Paris
- 2019 - Hôtel des Invalides, Paris
- 2020 - Grand Palais, Art Capital, Paris
- 2020 - Rétrospective « bleu », mairie du 17ᵉ arrondissement
- 2021 - Exposition, musée de Port royal des champs
- 2022-2023 - Exposition au Grand Palais Éphémère,« Art Capital »

### Réalisations
- 2016 - Dédicace monographie BLEU, librairie d’Artcurial
- 2018 - Performance au Festival biblique, cloître Saint-Séverin, Paris
- 2020 - Création d’un timbre pour le « Souvenir français », Paris
- 2020 - Réalisation d’une œuvre pour la BSPP, en mémoire des victimes de la rue Erlanger, Paris
- 2021-2022-2023 - Réalisation du prix « Père Jacques Hamel » pour la paix[7].